# Chiesa dei Santi Girolamo e Vitale
La chiesa dei santi Girolamo e Vitale è un edificio religioso sito in via San Girolamo, nel centro storico di Reggio Emilia.

## Storia e descrizione
Menzionata per la prima volta in un documento dell'857, in origine la chiesa era dedicata solo a san Vitale. Ricostruita nel 1350, venne in seguito ceduta dalle monache del convento di San Raffaele alla Confraternita di San Girolamo, che le diede il nome attuale. Nel 1600, un membro della confraternita, tal Ippollito Pratonieri, di ritorno da un pellegrinaggio in Terra santa, riportò un disegno e le misure del Santo Sepolcro di Gerusalemme e volle riprodurlo all'interno della chiesa. Nel 1646, un nobile, Simone Resti, la fece ricostruire a proprie spese ed incaricò del progetto il famoso architetto reggiano Gaspare Vigarani. Egli concepì una singolare e complessa costruzione che collega mediante scale e corridoi tre diverse chiese. Presenta una facciata in mattoni rossi, nella parte inferiore vi sono tre archi a tutto sesto con un portico, nella parte superiore invece vi sono tre grandi finestre limitate in alto da un cornicione rettangolare. La scala centrale che parte dall'ingresso e conduce alla chiesa superiore è detta Scala Santa, su imitazione di quella di Roma. Le tre chiese interne sono dedicate rispettivamente ai santi Vitale e Girolamo, al santo Sepolcro ed una detta comunemente "la Rotonda".

## Oratorio dei Confratelli Ss. Girolamo e Vitale
Vi si accede o dalla Scala Santa, riproduzione della Scala Santa della basilica di San Giovanni in Laterano di Roma, o dalle due laterali ad essa, vi è un affresco quattrocentesco, prelevato dall'antico oratorio demolito nel 1646, raffigurante la Madonna col Putto dipinto in uno stile che ricorda molto quello di Gentile da Fabriano. La chiesa presenta un interno rettangolare, con un solo altare lungo il lato maggiore.

## La Rotonda
È dedicata ai santi Simone e Taddeo, ha pianta circolare con l'altare posto nel centro. Le pareti sono cinte da trentadue colonne, quelle inferiori scanalate, quelle superiori a spira, che sorreggono la cupola, ornata da larghe fasce che partono dal bordo di essa e convergono al centro. Sulle pareti della cupola vi sono anche sedici statue di Pietro Ancini.

## Santo sepolcro
Posta nel sotterraneo, vi è una riproduzione del santo sepolcro. Vi è anche una Crocefissione in terracotta del quattrocento.